# あたご (新座市)
あたごは埼玉県新座市の地名。郵便番号は352-0021。2013年4月1日現在の面積は0.556 km2。

## 地理
新座市の西部、東京都清瀬市との市境に位置する。東部で新座市菅沢・野火止、南部で新座市本多、西部で清瀬市下清戸、北部で清瀬市旭が丘にそれぞれ接する。地区の北部には商店街がある。
地区西部は都営地下鉄大江戸線の延伸計画の敷設予定地にあたり、高架構造での地区内を通過する構想である。

## 歴史
かつては「小字愛宕裏」が現在のあたご地区近郊に置かれた。

### 沿革
- 1973年（昭和48年）7月1日 - 住居表示実施により大字菅沢、大字野火止の各一部からあたご一丁目〜三丁目が成立[6]。

### 地名の由来
1354年に小字愛宕裏の地に創建された愛宕神社が由来。愛宕神社は1673年、武蔵野国池上から分霊した八幡社「若宮八幡」に合祀された。勝軍地蔵の信仰が強かった武家時代、城を築城する際に愛宕神社が建立・祀られることが多かったが、この愛宕神社がどの城を鎮護するために建てられたのかは不明である。郷土史家・神山健吉は現在の所沢市に所在した滝の城とする説を唱えている。
尚、愛宕神社が合祀された現在の若宮八幡神社は、隣接する野火止三丁目に所在する。

## 世帯数と人口
2017年（平成29年）1月1日現在の世帯数と人口は以下の通りである。
| 丁目         | 世帯数  | 人口    |
| ------------ | ------- | ------- |
| あたご一丁目 | 74世帯  | 148人   |
| あたご二丁目 | 48世帯  | 158人   |
| あたご三丁目 | 575世帯 | 1,303人 |
| 計           | 697世帯 | 1,609人 |

## 小・中学校の学区
市立小・中学校に通う場合、学区（校区）は以下の通りとなる。
| 丁目         | 番地 | 小学校               | 中学校             |
| ------------ | ---- | -------------------- | ------------------ |
| あたご一丁目 | 全域 | 新座市立野火止小学校 | 新座市立新座中学校 |
| あたご二丁目 | 全域 | 新座市立野火止小学校 | 新座市立新座中学校 |
| あたご三丁目 | 全域 | 新座市立野火止小学校 | 新座市立新座中学校 |

## 交通
地内に鉄道は敷設されていない。

### 道路
- 埼玉県道・東京都道40号さいたま東村山線（志木街道） - 地区中央を東西に貫き、あたご一丁目とあたご二丁目の地区境を形成。
- 関越自動車道 - 東部で菅沢との地区境を形成。
- 富士見新道
- 桜株通り

## 施設
- 智遍寺
- 市立あたご・菅沢集会所
- あたごひろば - コミュニティセンター。北部の商店街の一角にある。
- あたご児童遊園
- あたご第二児童遊園
- のびどめキリスト教会